# 脚韻詩
脚韻詩 (きゃくいんし) は、詩の一形式。韻文詩に含まれる。
脚韻とは、句末、行末で類音・同音を反復することである。中国、インド、欧米諸言語の詩文において発達し、韻といえば、だいたい脚韻をさすほどになった。
日本では、古代から漢詩の伝統があり、脚韻の意識は古くからあったから、和歌や俳句における脚韻について研究されることもあったものの、それが脚韻詩だと意識されたことはまったくなかったとみてよい。
九鬼周造ほか、いくつかの試みを経て、本格的な脚韻詩がスタートしたのは、1942年のマチネ・ポエティクという集団による試みからだとされている。これは、当時の若手詩人の朗読会として始まったもので、福永武彦、加藤周一、中村真一郎、白井健三郎、窪田啓作、原條あき子ら10人が参加していた。その成果が、1948年に刊行された『マチネ・ポエティック詩集』である。
これ以後、細々と脚韻詩は作られてきた。
代表的な物として、作者に脚韻詩としての意識は強くないらしいが、谷川俊太郎の『ことばあそびうた』シリーズは、脚韻詩としての魅力を持った作品群だと言える。
また、翻訳の世界では、原文の押韻を可能なかぎり伝えようとする翻訳者の努力が続いた。2006年には、ちくま文庫に和田誠によるマザー・グースの翻訳が収められ、脚韻の可能性が追求されている。また、柳瀬尚紀の仕事も注目される。
1991年、飯島耕一が中心となって、「日本定型詩協会」を発足。ここを拠点に、多くの脚韻詩が作られた。また、日本語にとっての脚韻とはどのようなものか、そのルールと位置付けについて様々な論議が交わされた。